# حلزونات مخروطية
الحلزونات المخروطية (الاسم العلمي: Conidae)، هي فصيلة تصنيفية (فُصيلة سابقًا) من الحلزونات البحرية المفترسة، الرخويات بطنقدميات البحرية في الفصيلة العليا حلزوناوات مخروطية.